# Негалем (Орегон)
Негалем (англ. Nehalem) — місто (англ. city) в США, в окрузі Тілламук штату Орегон. Населення — 270 осіб (2020).

## Географія
Негалем розташований за координатами 45°43′8″ пн. ш. 123°53′39″ зх. д. / 45.71889° пн. ш. 123.89417° зх. д. (45.719007, -123.894248).  За даними Бюро перепису населення США в 2010 році місто мало площу 0,62 км², уся площа — суходіл. В 2017 році площа становила 0,69 км², уся площа — суходіл.

## Демографія
Згідно з переписом 2010 року, у місті мешкала 271 особа в 116 домогосподарствах у складі 72 родин. Густота населення становила 440 осіб/км².  Було 155 помешкань (252/км²).
Расовий склад населення:
| - 93,0 % — білих - 1,1 % — азіатів - 0,4 % — корінних американців - 3,0 % — осіб інших рас |

До двох чи більше рас належало 2,6 %. Частка іспаномовних становила 5,9 % від усіх жителів.
За віковим діапазоном населення розподілялося таким чином: 16,2 % — особи молодші 18 років, 62,4 % — особи у віці 18—64 років, 21,4 % — особи у віці 65 років та старші. Медіана віку мешканця становила 44,2 року. На 100 осіб жіночої статі у місті припадало 89,5 чоловіків;  на 100 жінок у віці від 18 років та старших — 87,6 чоловіків також старших 18 років.
Середній дохід на одне домашнє господарство  становив 46 333 долари США (медіана — 43 500), а середній дохід на одну сім'ю — 54 521 долар (медіана — 48 333). За межею бідності перебувало 2,8 % осіб, у тому числі 0,0 % дітей у віці до 18 років та 0,0 % осіб у віці 65 років та старших.
Цивільне працевлаштоване населення становило 124 особи. Основні галузі зайнятості: фінанси, страхування та нерухомість — 20,2 %, мистецтво, розваги та відпочинок — 13,7 %, роздрібна торгівля — 12,1 %, будівництво — 11,3 %.